# 她叫妮可
《她叫妮可》（Her Name Is Nicole）是美國女子組合小野貓的主唱妮可·舒辛格的首張個人專輯。

## 專輯背景
《她叫妮可》原定是在2007年推出的，其推出日期也更改了多次。最原先這張專輯會在2007年10月16日推出，後來更改至2007年11月6日，但由於該日遇上了兩名強勁對手──杰斯（Jay-Z）和克里斯小子（Chris Brown）的專輯推出，再推遲兩星期至2007年11月20日推出。因為缺乏宣傳令到單曲表現不佳，現在已推遲至在2008年1月推出。妮可亦會重新灌錄當中的歌曲。
|  | 我很高興我能夠把全副精神放在製作自己的音樂上，這是我一生人一直努力的夢想，能夠實現這夢想是對我努力的最大報酬。 |

這張專輯被證實將會在小野貓的第二張專輯推出後才會發市。

## 歌曲
這張專輯由多名著名製作人製作，包括Akon、Kanye West、Macy Gray、Ne-Yo、Pharrell Williams、Polow da Don、Sean Garrett、Timbaland、will.i.am等。 曾創作蕾哈娜歌曲《雨傘》（Umbrella）的The-Dream，和妮可合作了歌曲《Power's Out》，這首歌曲會有Sting的特別出場。由提姆巴蘭（Timbaland）製作和特別出場的歌曲《Physical》在電影《神奇四俠：銀魔現身》出現。
早期在網上洩漏的歌曲《Steam》被指為第一首單曲，但是妮可稱這首歌曲不會在專輯出現。
第一首單曲《Whatever U Like》（想怎樣都行）在2007年7月24日在美國和加拿大同時推出，在2007年8月13日在英國推出。第二首單曲《Baby Love》（寶貝的愛）由will.i.am製作和特別出場，在2007年9月18日正式在收音機推出。 廠牌Interscope和妮可的官方網站把《Baby Love》稱為專輯的第一單曲，使媒體猜測是由於《Whatever U Like》強差人意的表現引起。
在2007年11月16日，妮可的官方網站 HerNameIsNicole.com（页面存档备份，存于） 上載了《Her Name Is Nicole》的四首新歌，包括《Supervillain》、《Happily Never After》、《Who's Gonna Love You》和《Powers Out》，並讓她的支持者投出下一首單曲。後來加入了《Puakenikeni》和《Physical》再讓支持者投票。至投票終結日，《Puakenikeni》得到了最高票數。
《Puakenikeni》在12月10日經由官方網站證實了為第二首官方單曲，在12月18日透過ITunes以及Amazon.com發行為下載單曲。

## 來源
1. 1 2 3  DJ Bonics （2007年4月16日）. DJ Bonics and Nicole from Pussy Cat Dolls!!! （页面存档备份，存于）. YouTube. 引用於2007年4月16日
2. ↑  HerNameisNicole.com is now Live! （页面存档备份，存于）. Interscope Records （2007年8月4日）. 引用於2007年8月21日
3. 1 2  Nicole Scherzinger gets new release date （页面存档备份，存于）. Rap-Up （2007年9月28日）. 引用於2007年9月30日.
4. ↑  .   [2007-11-10]. （原始内容存档于2007-11-02）.
5. ↑  [永久]
6. ↑  James Montgomery, with reporting by Tim Kash （2007年8月23日）Nicole Scherzinger Nabs Kanye West for LP, Makes Snow Patrol Singer's Mom Cry （页面存档备份，存于）. MTV. 引用於2007年8月26日.
7. ↑  Mariel Concepcion （2007年9月28日）'Umbrella' Writer The-Dream Preps Solo Debut （页面存档备份，存于）. Billboard. 引用於2007年9月28日.
8. ↑  What Dreams are Made of... （页面存档备份，存于）. The Pop Culture Junkie （2007年9月3日）. 引用於2007年10月3日.
9. ↑  CHR: Available for Airplay （页面存档备份，存于）. FMQB. Accessed 引用於2007年9月18日.
10. ↑  .   [2007-11-10]. （原始内容存档于2007-11-11）.